# Voordeldonkse Broekloop
De Voordeldonkse Broekloop is een riviertje in de gemeente Asten. Het is een zijrivier van de Aa.
Het riviertje is genoemd naar de buurtschap Voordeldonk, die zich ten oosten van Asten bevindt.
Het stroompje is bijna volledig gekanaliseerd en ontwatert de landbouwenclaves die zich bevinden in de Dennendijkse Bossen.
Van daar uit loopt het door landbouwontginningen en tussen de plaatsen Heusden en Asten door. Vervolgens loopt de Voordeldonkse Aa langs Kasteel Asten om vrijwel direct daarna bij de rioolwaterzuiveringsinstallatie in de Aa uit te stromen.